# Severinus von Agaunum

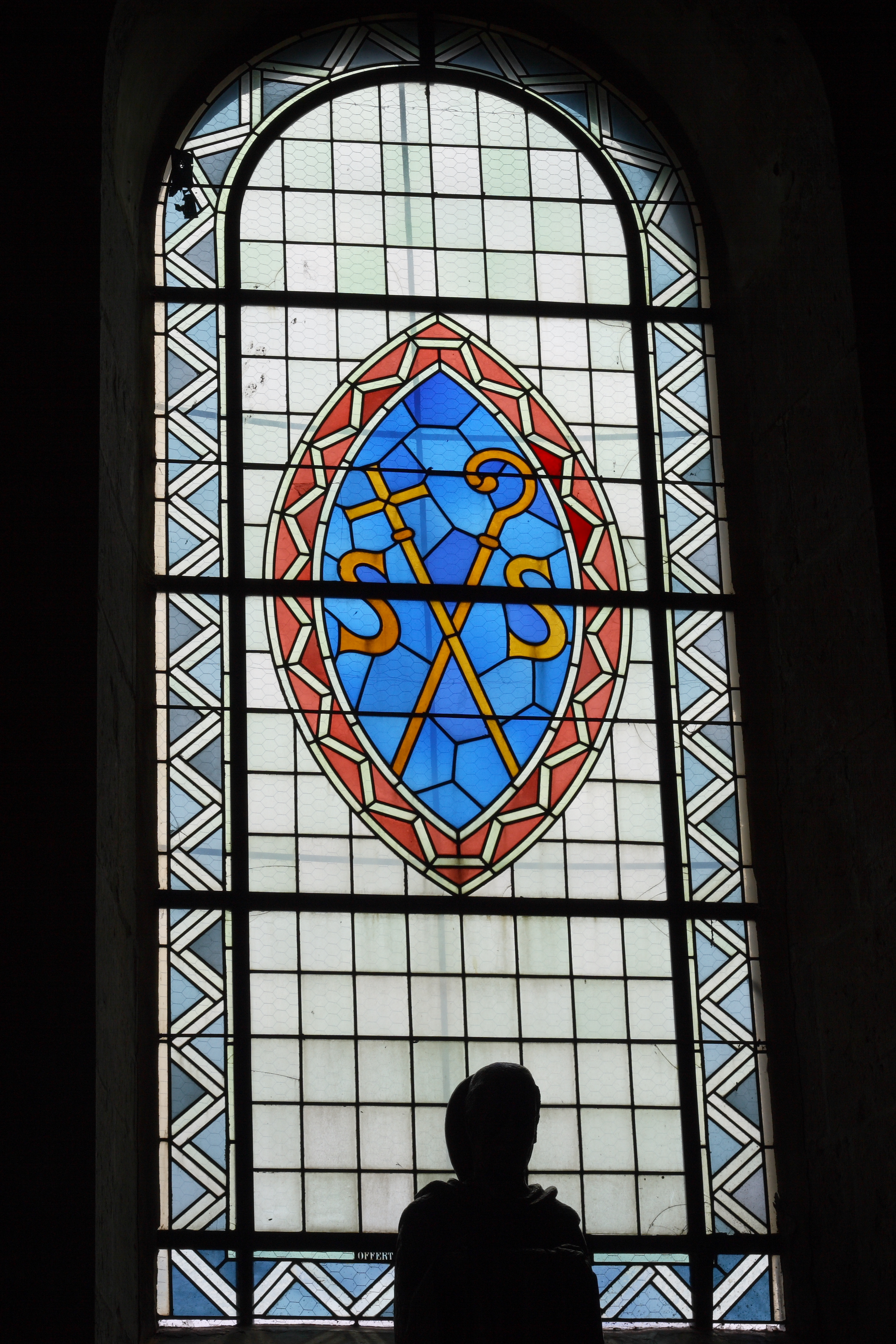
Fenster in der Kirche Notre-Dame in Château-Landon mit den Initialen des heiligen Severinus von Agaunum

Severinus von Agaunum  († 506 oder 507 in Château-Landon in Frankreich) ist ein Heiliger der katholischen Kirche. Sein Gedenktag ist der 11. Februar. 

## Name
Der Name Severinus bedeutet im Lateinischen der Strenge.

## Legende
Die Geschichte des heiligen Severinus von Agaunum ist in zwei Viten überliefert. Ein Text geht auf seinen angeblichen Schüler, den Bischof Faustus von Sens, zurück, ein anderer Text wurde um 800 für den Bischof Magnus von Sens geschrieben. 
Der Geburtsort von Severinus ist nicht belegt. Er wird als von adeliger Abstammung beschrieben und soll im Kloster in Agaunum, dem heutigen Saint-Maurice im Schweizer Kanton Wallis, als Abt eingesetzt worden sein. Die berühmte Abtei Saint-Maurice wurde allerdings erst 515 gegründet. Severinus war vielleicht der Abt eines bereits davor bestehenden Klosters.
Nach der Legende wurde Severinus im Jahr 504 vom Arzt des Königs Chlodwig I. nach Paris gerufen, um den schwer erkrankten Herrscher zu heilen. Auf dem Weg nach Paris heilte Severinus mehrere Kranke. In Nevers soll er den Bischof Eulalius geheilt haben und vor den Toren von Paris einen Aussätzigen. König Chlodwig befreite er von seinem Fieber, indem er ihn mit einem seiner Kleidungsstücke bedeckte und dabei Gebete sprach. Nach seiner Genesung ließ Chlodwig Almosen verteilen und Gefangene freisetzen. Auf seinem Rückweg besuchte Severinus Paschasius und Ursicinus, die als Reklusen in einer Grotte in Château-Landon lebten. Dort starb Severinus im Jahr 506 oder 507. Die ehemalige Abtei Saint-Séverin in Château-Landon trägt den Namen des Heiligen.

## Reliquien
In der Krypta der Abteikirche von Saint-Séverin in Château-Landon wurden die Reliquien des heiligen Severinus verehrt.

## Patrozinien
- ehemalige Abtei Saint-Séverin in Chateau-Landon